# Orestes de Macedonia
Orestes de Macedonia era el hijo de Arquelao I y sucesor de su padre asesinado.
Reinó entre 400/399-398/397 a. C., junto con su guardián Aéropo II, quien luego se hizo nombrar rey, por lo cual se sospecha que hizo matar al joven rey.